# Jean de Nogaret de La Valette
Jean de Nogaret de La Valette (* wohl 1527; † 18. Dezember 1575 auf Schloss Caumont) aus der Familie Nogaret de La Valette war ein französischer Adliger und Militär.

## Leben
Jean de Nogaret de La Valette war der vierte Sohn von Pierre de Nogaret de La Valette († 1553) und Marguerite de L’Isle, Dame de Cazaux et de Caumont, wurde aber durch den Tod seiner drei älteren Brüder 1545 bzw. 1548 der Erbe seiner Eltern. Er war Chevalier, Seigneur et Baron de La Valette, de Cazaux et de Caumont,
Er wurde Mestre de camp de la Cavalerie légère (1562), Lieutenant-général au Gouvernement de Guyenne (1574) und Capitaine de 50 hommes d’armes des Ordonnances.
Er kämpfte als Mestre de camp de la Cavalerie légère in Dreux (19. Dezember 1562), Jarnac (13. März 1569) und Montcontour (3. Oktober 1569). Er wäre nicht Lieutenant-général de Guyenne geblieben, wenn nicht Hofintrigen und Eifersucht seiner Beförderung entgegenstanden und ihn daran gehindert hätten, bei der Belagerung von La Rochelle (1573) zu dienen.
Er starb am 18. Dezember 1575 auf Schloss Caumont, 48 Jahre alt, und wurde in der Kirche der Paulaner in Casaux bestattet. Das Grabmal des Ehepaares wurde von Artus Legoust begonnen und von dessen Sohn Pierre 1633 fertiggestellt.

## Ehe und Familie
Jean de Nogaret de La Valette heiratete per Ehevertrag vom 15. September 1551 Jeanne de Saint-Lary de Bellegarde († 9. April 1611 auf Schloss Caumont), Tochter von Pierre de Saint-Lary, Baron de Bellegarde, und Marguerite d’Orbessan, die Schwester von Roger de Saint-Lary, Seigneur de Bellegarde und ab 1574 Marschall von Frankreich. Ihre Kinder sind:
- Bernard II. de Nogaret de La Valette (* 1553 in Caumont; X 11. Februar 1592 bei der Belagerung von Roquebrune-sur-Argens), Seigneur de La Valette, Gouverneur der Markgrafschaft Saluzzo, der Dauphiné (1583), dann von Lyon und Provence, Mestre de camp de la Cavalerie légère, Admiral von Frankreich, Ritter im Orden vom heiligen Geist; ⚭ 13. Februar 1582 Anne (alias Jeanne) de Batarnay (* 1540; † Juni 1591 in Sisteron), Tochter von René de Batarnay, Comte du Bouchage, und Isabelle de Savoie-Tende
- Jean Louis de Nogaret de La Valette (* Mai 1554 in Caumont; † 13. Januar 1642 auf Schloss Loches), genannt Seigneur de Caumont, Baron, dann Duc d’Épernon, Pair de France (1581), Admiral von Frankreich, Marquis de La Valette (Jun 1607), Comte de Montfort, Astarac et de Candale (1594), Premier Gentilhomme de la Chambre du Roi, Ritter im Orden vom Heiligen Geist, Colonel (1581) und Colonel général de l’Infanterie Française (1581), Gouverneur von Provence, Guyenne, Metz und des Pays Messin, Lieutenant-général de l’Armée; ⚭ (1) (Ehevertrag 23. August 1587)[3] auf Schloss Vincennes Marguerite de Foix, Comtesse de Candale et d’Astarac (* um 1567; † 23. September 1593 in Angoulême), Tochter von Henri de Foix, Comte de Candale, und Marie de Montmorency; ⚭ (2) 4. Februar 1596 in Brignoles Anne de Monnier († nach 1597); ⚭ (3) NN
- Jean de Nogaret de La Valette († 15 Jahre alt)
- Catherine de Nogaret de La Valette (* um 1561; † 22. August 1587 in Paris); ⚭ 28. November 1581 Henri de Joyeuse, Comte du Bouchage, 3. Duc de Joyeuse, Pair de France, Marschall von Frankreich (* 21. September 1563 in Couiza; † 28. September 1608) in Rivoli
- Anne de Nogaret de La Valette († 23. November 1605); ⚭ 20. Februar 1583 Charles II. de Luxembourg, Comte de Brienne et de Ligny († 18. Februar 1608)
- Hélène de Nogaret de La Valette (* 1568; † 1631); ⚭ (Ehevertrag 21. April 1582) Jacques de Goth, Marquis de Rouillac, Grand-Sénéchal de Guyenne († 1611) – die Eltern von Louis de Goth, Marquis de Rouillac, Erbe des Herzogtums Èpernon († 15. Ma 1662)